# Jackson Bogere Kigundu
Jackson Bogere Kigundu, född 26 september 1959 i Uganda, är en svensk före detta boxare. Han boxades för Göteborgsklubben BK Kalule. Han startade upp Bergsjöns Boxningsklubb 2001.
Jackson Bogere Kigundu är pappa till boxaren Patrick Bogere.